# Nienszanc

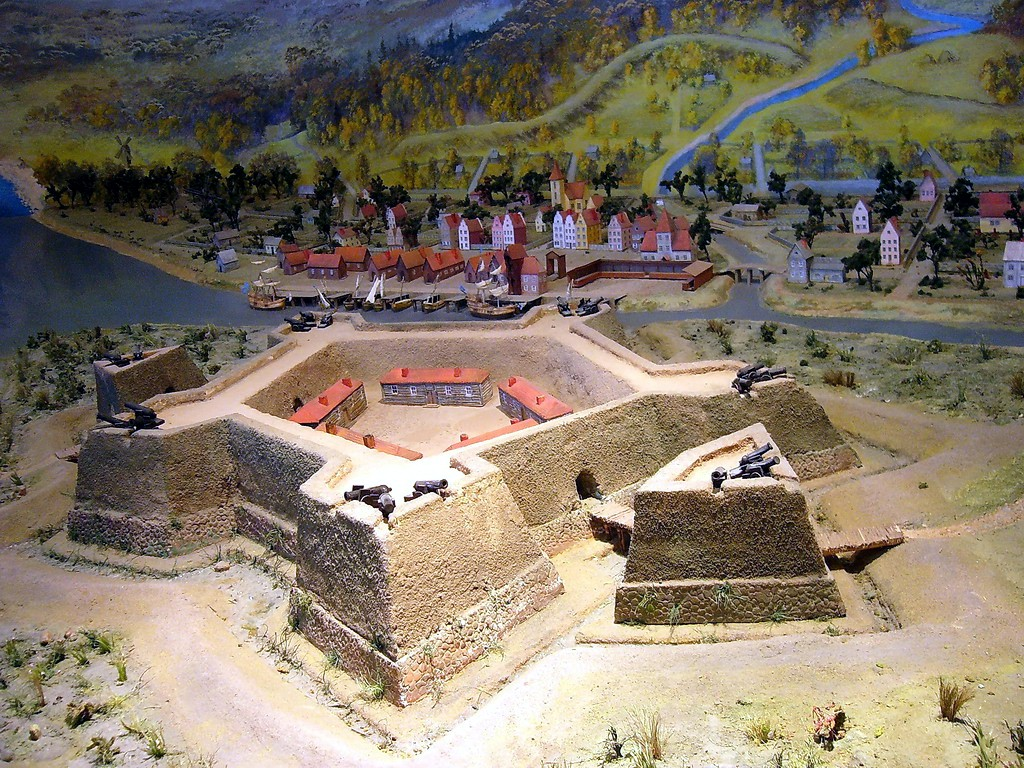
Makieta twierdzy Nienszanc

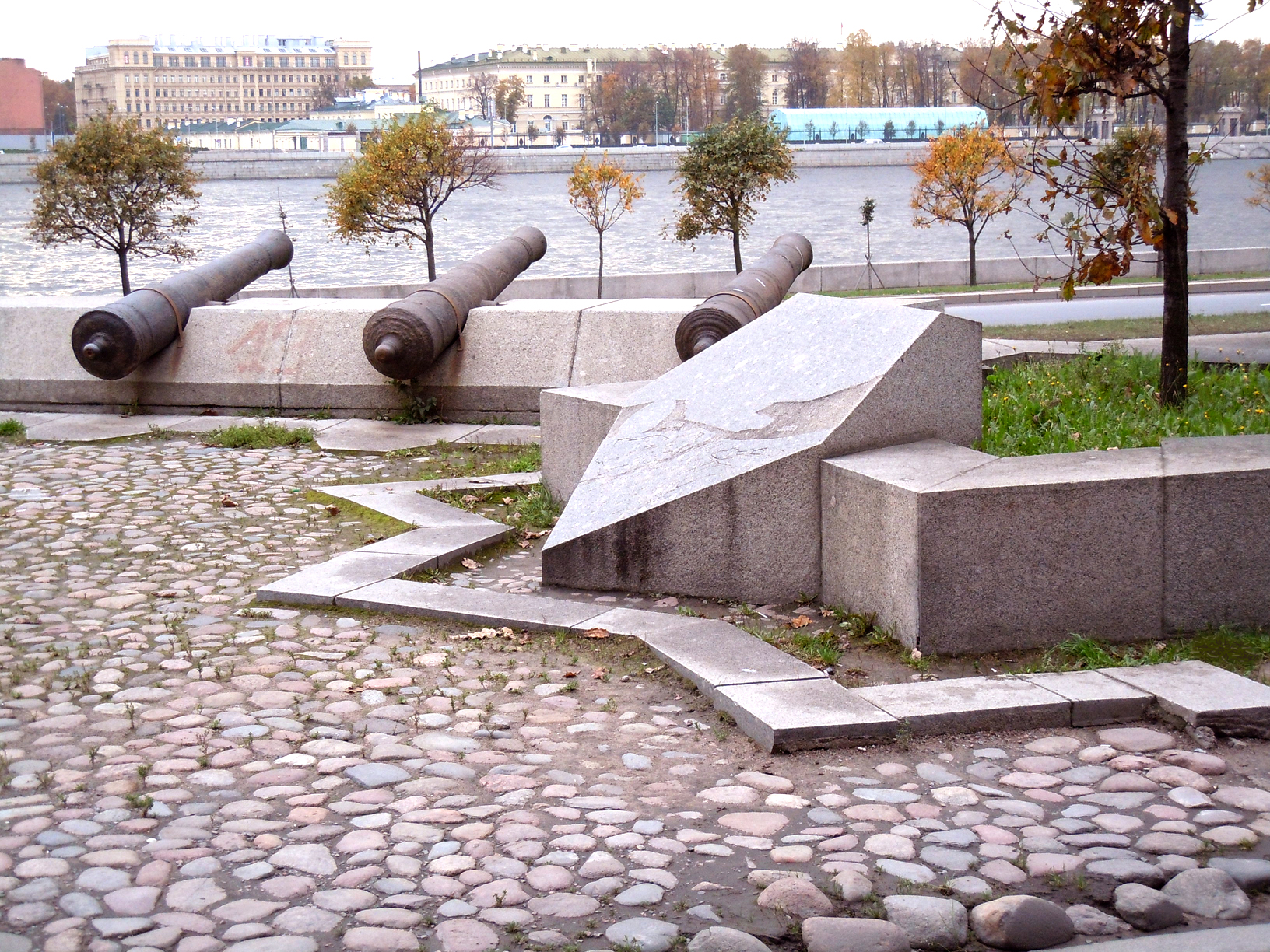
Pomnik twierdzy Nienszanc w St. Petersburgu

Nienszanc (szw. Nyenskans, fin. Nevanlinna, ros. Канцы) – szwedzka twierdza założona w 1611 roku u ujścia do Newy rzeki Ochty, na terenach obecnego Petersburga. 
Warownia miała za zadanie kontrolować dostęp drogą wodną do szwedzkich posiadłości na terenach dzisiejszej Ingrii. Nienszanc został zbudowany przez Szwedów w miejscu ich wcześniejszej twierdzy, kamienno-drewnianej Landskrony, wybudowanej w 1300 roku i zniszczonej rok później przez nowogrodzian pod dowództwem wlk. ks. Andrzeja Gorodeckiego. 
Pierwsze plany budowy Nienszanc powstały już w 1583 roku, jednak ze uwagi na napiętą sytuację pomiędzy Szwecją a Rosją, rozpoczęcie prac nie było możliwe do 1611 roku. W 1632 roku wokół twierdzy rozwinęło się miasto Nyen, które szybko stało się handlowym centrum Ingrii.
W 1656 roku twierdza została zdobyta przez oddziały rosyjskie pod komendą stolnika Piotra Potiomkina podczas wojny rosyjsko-szwedzkiej lat 1656–1658. Zwrócona Szwedom po zawarciu pokoju, do 1677 roku została przez nich poważnie rozbudowana, m.in. wzmocniona zewnętrznym wałem z redutami i bastionami artyleryjskimi. Ponownie twierdza została zdobyta przez Rosjan w 1703 roku w czasie wojny północnej i pozostała już w ich rękach na zawsze. Nazwę twierdzy Piotr I zmienił na Szlotburg (z holenderskiego Slotburg – zamek-miasto). Wraz z budową St. Petersburga, twierdza została ostatecznie rozebrana do roku 1744, chociaż część jej umocnień była widoczna jeszcze w 1849 roku. Jej tereny zostały oficjalnie włączone w granice miasta w 1828 roku.
Od początku lat 90. XX wieku na terenach po twierdzy Nienszanc prowadzone są prace archeologiczne, których wynikiem było odkrycie części jej fundamentów. W 2003 roku, z okazji 300-lecia St. Petersburga otwarto muzeum jej poświęcone, gdzie eksponowane są rezultaty tych badań. Od 2006 roku atrakcyjnie położone tereny po byłej twierdzy są przedmiotem sporu pomiędzy archeologami, mieszkańcami St. Petersburga a władzami miasta i inwestorami koncernu Gazprom odnośnie do budowy na tych terenach nowoczesnego centrum handlowo-biznesowego ("Ochta-cientr").